# Revue Thommen
Revue Thommen är en schweizisk tillverkare av klockor och flyginstrument, grundad 1853 under namnet Waldenburg Clock and Watch Making Company. Klockorna tillverkas sedan 2001 på licens av Grovana Watch Company.
Efter fusionen med Vulcain Watch Company, tillverkade Revue Thommen den kända "Presidentklockan", Cricket, 1951. Den betraktades av många som en av de finaste alarmklockorna. Hamilton Watch Company producerade klockor med Crickets ebauche.
I kollektionen återfinns Airspeed pilotklockor, Le CLub dressklockor, Open Heart skeletturverk, Wallstreet och flera andra modeller.
Varumärkena Vulcain och Cricket ägs sedan 2001 av PMH SA, Le Locle.

### Webbkällor
- Artikel om Revue Thommen i Engelska Wikipedia hämtad 2007-12-15